# Il bianco Natale di Topolino - È festa in casa Disney
Il bianco Natale di Topolino - È festa in casa Disney (Mickey's Magical Christmas: Snowed in at the House of Mouse) è un mediometraggio d'animazione direct-to-video del 2001 diretto da Tony Craig e Bobs Gannaway. Prodotto dalla Walt Disney Television Animation, con l'animazione realizzata dalla Toon City, è il primo dei due film tratti dalla serie televisiva House of Mouse - Il Topoclub (il secondo è Topolino & i cattivi Disney, uscito l'anno successivo).
Il film include due cortometraggi classici – Topolino e i folletti di Natale (1952) e Canto di Natale di Topolino (1983) – oltre a due segmenti del 1999 della serie  Mickey Mouse Works.

## Trama
Dopo lo spettacolo della vigilia di Natale, Topolino augura agli ospiti un buon ritorno a casa. Tuttavia, nessuno può lasciare la House of Mouse poiché una tempesta di neve ha bloccato tutte le uscite. Gli ospiti sono preoccupati, ma Topolino decide di organizzare una festa di Natale gratuita per loro finché la tempesta non si sarà calmata. Sfortunatamente, Paperino non sente lo spirito natalizio. Per rallegrare il loro amico, Topolino e Minni proiettano diversi cartoni animati natalizi e alcune interviste a personaggi Disney sui loro desideri per Natale; inoltre, Pico De Paperis conduce un segmento intitolato La scienza di Babbo Natale e alcuni ospiti del club parlano di ciò per cui si sentono grati.
A questo punto tutti si stanno godendo il Natale, ma Paperino si rifiuta ancora di cambiare umore, inasprendo anche quello del pubblico. Dispiaciuto che tutto ciò che ha provato non abbia sollevato lo spirito natalizio di Paperino, Topolino si dirige sul tetto, dove ne parla col Grillo Parlante; quest'ultimo gli consiglia di esprimere un desiderio ad una stella su nel cielo. Topolino desidera che tutti possano sentire lo spirito del Natale e divertirsi, e la stella cade nelle sue mani in forma di decorazione per l'albero. 
Topolino torna da Paperino e gli offre l'onore di mettere la stella sull'albero. Appena lo fa, Paperino diventa immediatamente felice. La stella inizia magicamente a ridecorare il club e l'augurio di buon Natale appare sullo schermo in varie lingue, mentre Topolino annuncia un ultimo cartone animato (un adattamento del Canto di Natale) prima che tutti cantino insieme il brano "Il Natale più bello di tutti".

### Cartoni animati proiettati
I cartoni animati proiettati durante il film sono, nell'ordine:
- Neve sul ghiaccio (1999), segmento dell'episodio 1x09 di Mickey Mouse Works
- Topolino e i folletti di Natale (1952), diretto da Jack Hannah
- Lo schiaccianoci (1999), segmento dell'episodio 1x13 di Mickey Mouse Works
- Canto di Natale di Topolino (1983), diretto da Burny Mattinson

Vengono inoltre mostrate delle clip da Topolino e la gara natalizia (2000), segmento dell'episodio 2x09 di Mickey Mouse Works.

## Personaggi e doppiatori
| Personaggio       | Doppiatore originale | Doppiatore italiano                             |
| ----------------- | -------------------- | ----------------------------------------------- |
| Panchito Pistoles | Carlos Alazraqui     | Edoardo Nevola                                  |
| Topolino          | Wayne Allwine        | Alessandro Quarta                               |
| Paperino          | Tony Anselmo         | Luca Eliani                                     |
| Qui, Quo e Qua    | Tony Anselmo         | Laura Lenghi                                    |
| Lumière           | Jeff Bennett         | Leslie La Penna (dialoghi) Ermavilo (canto)     |
| Ariel             | Jodi Benson          | Paola Valentini (dialoghi) Renata Fusco (canto) |
| Bestia            | Robby Benson         | Massimo Corvo                                   |
| Pico De Paperis   | Corey Burton         | Gerolamo Alchieri                               |
| Cappellaio Matto  | Corey Burton         | Ambrogio Colombo                                |
| Brontolo          | Corey Burton         | Bruno Alessandro                                |
| Gas               | Corey Burton         | Davide Perino                                   |
| Grillo Parlante   | Eddie Carroll        | Pino Ferrara                                    |
| Ursula            | Pat Carroll          | Cristina Grado                                  |
| Narratore         | John Cleese          | Carlo Reali                                     |
| Ih-Oh             | Peter Cullen         | Paolo Buglioni                                  |
| Pippo             | Bill Farmer          | Roberto Pedicini                                |
| Pluto             | Bill Farmer          | Marco De Risi                                   |
| Jimmy             | Bill Farmer          | Alessandro Quarta                               |
| Jafar             | Jonathan Freeman     | Massimo Corvo                                   |
| Cenerentola       | Jennifer Hale        | Monica Ward                                     |
| Paperina          | Tress MacNeille      | Laura Lenghi                                    |
| Kuzco             | J. P. Manoux         | Massimiliano Alto                               |
| Mushu             | Mark Moseley         | Tonino Accolla                                  |
| Belle             | Paige O'Hara         | Marjorie Biondo                                 |
| Giac              | Rob Paulsen          | Marco De Risi                                   |
| Pumbaa            | Ernie Sabella        | Ermavilo                                        |
| Timon             | Kevin Schon          | Roberto Pedicini                                |
| Minni             | Russi Taylor         | Paola Valentini                                 |
| Pinocchio         | Michael Welch        | Leonardo La Penna                               |
| Mamma di Pico     | April Winchell       | Daniela Caroli                                  |

## Distribuzione

### Edizione italiana
Il doppiaggio italiano fu realizzato dalla Royfilm presso la International Recording e diretto da Leslie La Penna su dialoghi di Elisa Galletta, mentre i cortometraggi classici sono presentati col loro ridoppiaggio degli anni 1990. La canzone "Il Natale più bello di tutti" fu adattata in italiano da Lorena Brancucci e incisa sotto la direzione di Ermavilo da Maurizio Mariani presso la Trafalgar Studios.

### Edizioni home video
Il film fu distribuito in America del Nord in VHS e DVD-Video il 6 novembre 2001. L'edizione DVD include come extra il primo episodio di House of Mouse ("The Stolen Cartoons"), il dietro le quinte I suoni di Natale dedicato ai progettisti del suono del film e i video karaoke di Deck the Halls e Sleigh Ride. L'edizione italiana fu pubblicata in VHS il 6 dicembre 2001 e in DVD il 4 dicembre 2003, quest'ultimo privo dell'episodio di House of Mouse.